# Deutsches Grünes Kreuz
Das Deutsche Grüne Kreuz e. V. (DGK) ist nach eigenen Angaben „die älteste gemeinnützige Vereinigung zur Förderung der gesundheitlichen Vorsorge und Kommunikation in Deutschland“. Sie betrachtet sich als unabhängig und keiner politischen, religiösen oder kommerziellen Gruppe verpflichtet. Als seine wichtigste Aufgabe propagiert der Verein die Motivation der Bevölkerung zu fördern, Verantwortung für die eigene Gesundheit wahrzunehmen und Angebote der Prävention zu nutzen. Präsident des Deutschen Grünen Kreuzes ist Rolf Harzmann. Er trat im Jahr 2005 die Nachfolge von Burghard Stück an. Vorstandsmitglied und Geschäftsführer ist Hans von Stackelberg, zugleich mit seinen Familienmitgliedern Inhaber und Geschäftsführer einiger eng mit dem DGK verbundener Firmen.

## Geschichte
Das DGK wurde 1948 in Frankfurt am Main gegründet. Gründer und Geschäftsführender Präsident war der Rassenhygieniker Walter Schnell. Seit 1950 befindet sich der Vereinssitz in Marburg an der Lahn. Zehn Jahre später zog das DGK in den „Kilian“. 1956 wurde dem gemeinnützigen Verein mit der DGK Förderergesellschaft mbH eine wirtschaftliche Tochter angeschlossen, die heute als Dachorganisation von fünf Tochterfirmen (GmbHs) fungiert und alle finanziellen Geschäfte abwickelt. Der Verein hat 72 feste Mitarbeiter, überwiegend Mediziner, Pharmazeuten und PR-Berater. Weiter sind rund 300 Ärzte, Apotheker und Wissenschaftler ehrenamtlich als Experten in 22 Sektionen zu unterschiedlichen Gesundheitsthemen tätig.
Bundesweit bekannt wurde das DGK in den 1960er Jahren durch die Aufklärungskampagne „Schluckimpfung ist süß – Kinderlähmung ist grausam“. Auch die Idee des obligatorischen Sehtests für Führerschein-Neulinge stammt vom Grünen Kreuz. Mit bundesweiten Kampagnen wie der 1. Nationalen Impfwoche, Aktionen wie „Besser Hören“ oder dem Schulwettbewerb „Schüler informieren Schüler über Hepatitis B“ sollte die Bevölkerung auf präventivmedizinische Themen aufmerksam gemacht werden. Daneben veranstaltet das DGK Infotage und ist regelmäßig mit Infomobilen bundesweit unterwegs.
Das DGK arbeitet mit nationalen und internationalen Einrichtungen zusammen – der Weltgesundheitsorganisation (WHO), dem Bundesgesundheitsministerium, dem Robert Koch-Institut, Ärztekammern, medizinischen Berufsverbänden, wissenschaftlichen Fachgesellschaften sowie Ärzten in Klinik und Praxis. Wichtige Sponsoren sind der Öffentliche Gesundheitsdienst, Krankenkassen und Apotheken sowie die Pharmaindustrie.
Die zehn Pressedienste und die wöchentliche Gesundheitskolumne in über 70 Tageszeitungen erreichen eine Tagesauflage von mehr als einer Milliarde im Jahr und sind damit die am meisten nachgedruckten Gesundheitsinformationen im Bundesgebiet. Hinzu kommen jährlich bis zu 1500 Radiosendungen und etwa 200 TV-Beiträge, die in Zusammenarbeit mit dem DGK produziert werden. Das DGK gibt Ratgeber und Broschüren heraus und berät in telefonischen Sprechstunden oder per E-Mail. Literatur zu Gesundheitsthemen, Fachbücher und Ratgeber für Laien gibt der „Verlag im Kilian“, eine Tochtergesellschaft des DGK, heraus. Am 20. Mai 2010 wurde für vier Tochtergesellschaften Insolvenzantrag gestellt.

## Kritik
Im Jahr 2000 wurde im Spiegel das „Meinungssponsoring“ in der ZDF-Ratgebersendung Gesundheit kritisiert, woraufhin das ZDF die Zusammenarbeit beendete. 1991 wurde eine Informationsbroschüre veröffentlicht, in der zahlreiche von der Tabakindustrie finanzierte Wissenschaftler eine mögliche Gesundheitsgefährdung durch das Passivrauchen bezweifelten.
Mehrfach wurden die der Presse gelieferten Gesundheitskolumnen wegen zu großer Produktnähe beanstandet. Wolfgang Becker-Brüser, Herausgeber des „Arznei-Telegramms“, bezeichnete den Verein als eine „Zuarbeiterorganisation für Pharmamarketing“. Gerd Glaeske, Lehrstuhlinhaber am Institut für Sozialpolitik an der Universität Bremen, bezeichnete die Arbeit des Grünen Kreuzes als grundsätzlich richtig und wichtig. „Dennoch kann nicht immer eine Nähe zu bestimmten pharmazeutischen Unternehmen oder Impfstoffherstellern ausgeschlossen werden“.